# بول برودور
بول برودور (بالإنجليزية: Paul Brodeur) (16 مايو 1931، بوسطن في الولايات المتحدة)؛ روائي أمريكي.

## الجوائز
- زمالة غوغنهايم